# Alfrēds Plade
Alfrēds Kuno Bertolds Plade (deutsch: Alfred Kuno Berthold Pladde, * 29. Maijul. / 11. Juni 1905greg. in Riga; † 29. März 1944) war ein lettischer Fußballspieler deutschbaltischer Herkunft. Mit dem SV Kaiserwald Riga wurde Plade 1922 und 1923 lettischer Meister und absolvierte ein Länderspiel für Lettland.

## Karriere und Leben
Alfrēds Plade wurde in Riga als Sohn des Angestellten Jēkabs Plade (deutsch: Jakob Pladde, 1865–1928) und dessen Ehefrau Sofija (geb. Veikmane; Sophie Weichmann, 1864–1939) geboren. Er entstammte einer kinderreichen deutschbaltischen Familie, aus der mehrere Brüder ebenfalls dem Fußballsport verbunden waren. Insgesamt vier der Plade-Brüder – Teodors (Theodor, 1896–1949), Kurts (Kurt, 1898–1945), Voldemārs (eigentlich Vladimirs, 1900–1961) und Alfrēds – trugen im Laufe ihrer Karriere das Trikot der lettischen Fußballnationalmannschaft und prägten damit eine ganze Ära des frühen lettischen Fußballs.
In den Jahren 1925 bis 1926 leistete Plade seinen Wehrdienst in einer Panzerdivision der lettischen Armee ab. Beruflich war er anschließend als Angestellter tätig. Im Jahr 1934 heiratete er Zuzanna Niču (1903–?).
Im Zuge der Umsiedlung der Deutsch-Balten im Jahr 1939, bei der ein Großteil der baltendeutschen Bevölkerung Lettlands in das Deutsche Reich überführt wurde, tauchte Alfrēds Plades Name im Gegensatz zu seinen Brüdern, die 1939 nach Deutschland zurückkehrten, nicht in den offiziellen Verzeichnissen auf, die im Zuge der Repatriierung ihre lettische Staatsbürgerschaft verloren.
Während des Zweiten Weltkriegs kämpfte Plade an der Ostfront. Er diente in einer lettischen Hilfspolizeieinheit und fiel im Rang eines Oberwachtmeister im März 1944.

### Fußball
Alfrēds Plade spielte in seiner Fußballkarriere hauptsächlich als Linksaußen. Ab dem Jahr 1921 spielte Plade für den SV Kaiserwald Riga, einen traditionsreichen Sportverein, der von den deutschbaltischen Bewohnern der Stadt gegründet worden war. In den Jahren 1922 und 1923 gelangen Plade mit dem SV Kaiserwald zwei bedeutende sportliche Erfolge: Gemeinsam mit seiner Mannschaft sicherte er sich den lettischen Meistertitel, was sowohl für den Verein als auch für ihn persönlich wichtige Meilensteine in seiner Karriere darstellte. Im Jahr 1926 schloss sich Plade zunächst dem LSB Riga an, wo er allerdings nur für kurze Zeit aktiv war. Bereits im darauffolgenden Jahr entschied er sich für einen Vereinswechsel und trat den Riga Vanderers bei.
Im Jahr 1923 absolvierte Plade ein Länderspiel für die Lettische Fußballnationalmannschaft gegen Estland. Beim zweiten Länderspiel in der Geschichte des lettischen Fußballverbands kamen Alfrēds Plade und seine Brüder Kurts und Voldemārs gemeinsam beim 1:1-Unentschieden zum Einsatz.
Bei den Olympischen Spielen 1924 in Paris war Plade Teil der lettischen Auswahl im Fußballturnier. Als Ersatzspieler kam Plade jedoch nicht zum Einsatz. Lettland erreichte das Achtelfinale, in dem es eine 0:7-Niederlage gegen den Gastgeber Frankreich gab.